# Identification (littérature)
Pour les articles homonymes, voir Identification.
L'identification est un terme utilisé dans les études littéraires et cinématographiques pour décrire une relation psychologique entre le lecteur d'un roman et un personnage du livre, ou entre un spectateur dans le public et un personnage à l'écran. Dans les deux cas, lecteurs et spectateurs se voient dans le personnage de fiction. 
L’identification est généralement supposée être en grande partie inconsciente: un lecteur peut être conscient du fait qu’il aime un personnage donné, mais pas qu’il considère en réalité ce personnage comme un alter ego, une version d’elle ou une projection de ses aspirations. Ce serait une erreur de penser que tous les héros favorisent l’identification, ou que tous les méchants empêchent l’identification - beaucoup, voire la plupart des personnages, suscitent un certain degré d’identification de la part du lecteur ou du spectateur. Au cinéma, Alfred Hitchcock a exploité les traits de l'identification informelle avec des moments spécifiques, même lorsque le personnage était vilain. Dans Psycho (1960), Hitchcock a expliqué que, alors que le personnage Norman Bates (Anthony Perkins) disposait de la voiture contenant le corps de Marion Crane dans un marais, il a dû faire immobiliser la voiture. « Quand Perkins regarde la voiture couler dans l’étang... le public se dit : “J'espère que ça descendra !” C'est un instinct naturel ».